# 지방도 제505호선
지방도 제505호선은 충청북도 영동군 용화면 용화리 용화삼거리와 보은군 속리산면 중판리 중판삼거리를 잇는 충청북도의 지방도이다.
2013년 12월 23일 속리산면 갈목리와 삼가리 사이 구간에 위치한 갈목터널이 완공되어 개통되었다.
2017년 7월 7일 지방도 노선 변경으로 지방도 제581호선 구간이 편입되고 기존 학산면 학산사거리 ~ 용화면 외마포삼거리 5.82km 구간이 폐지되었다.

## 연혁
- 2003년 2월 14일 : 노선 폐지 및 재지정[2]
- 2006년 5월 4일 : 삼가저수지 이설도로(보은군 외속리면 서원리 ~ 삼가리) 및 삼가터널 1.6km 구간 개통[3]
- 2008년 12월 26일 : 지방도 도로구역 지정[4]
- 2010년 4월 30일 : 갈목터널 공사에 의한 보은군 속리산면 갈목리 ~ 삼가리 1.48km 구간을 960m로 도로구역 변경[5]
- 2011년 9월 2일 : 종점을 보은군 속리산면 갈목리에서 중판리로 연장[6]
- 2011년 10월 14일 : 보은군 속리산면 갈목리 ~ 중판리 2.88km 연장 구간 도로구역 지정[7]
- 2013년 12월 23일 : 속리산면 갈목리와 삼가리 사이 구간에 위치한 갈목터널 개통
- 2014년 5월 30일 : 영동 ~ 약목간 도로 선형개량공사에 의해 영동군 심천면 금정리 400m 구간 도로구역 변경[8]
- 2014년 10월 17일 : 옥천 ~ 궁촌간 도로 선형개량공사에 의해 옥천군 청성면 궁촌리 ~ 삼남리 1.1km 구간 도로구역 변경[9]
- 2017년 1월 20일 : 옥천 ~ 궁촌간 도로 보상지연으로 인해 공사기간을 2017년 12월 31일까지로 연장[10]
- 2017년 7월 7일 : 지방도 제581호선 전 구간을 편입하고 기존 학산면 서산리 학산사거리 ~ 용화면 묵정리 외마포삼거리 5.82km 구간이 폐지. 이에 따라 '학산 ~ 속리산선'에서 '용화 ~ 속리산선'이 됨.[11]

## 주요 경유지

### 구지방도 제581호선구간
- 영동군
  - 용화면 남대천교 - 용화교 - 용화삼거리 - 용화초등학교 - 용화리(내룡리) - 용화재(해발 486m) - 자계리 - 도덕재(해발 450m)
  - 학산면 도덕재(해발 450m) - 도덕리 - 도덕교 - 범화리 - 범화초등학교(폐교) - 범화교 - 봉림리 - 묵정교
  - 양강면 묵정교 - 묵정 교차로

### 기존 노선
- 영동군
  - 양강면 묵정 교차로 - 묵정리 - 미봉교 - 마포삼거리 - 마포교 - 외마포삼거리 - 두평리 - 쌍암리 - 구강리
  - 심천면 명천리 - 금정리 - 약목리 - 약목사거리 - 초강교 - 초강리 - 용당리 - 심천교 - 심천삼거리 - 심천과선교 - 심천리 - 단전사거리 - 단전리 - 길현리

- 옥천군
  - 동이면 우산리
  - 청성면 묘금리 - 묘금2교 - 묘금삼거리 - 삼남리 - 궁촌재 (해발 230m) - 궁촌리 - 산계교 - 청성삼거리 - 산계리 - 산계삼거리
  - 청산면 하서리 - 청산119안전센터 - 지전삼거리 - 교평삼거리 - 청산삼거리 - 교평리 - 대성리

- 보은군
  - 마로면 원정리 - 원정삼거리 - 기대리 - 기대교 - 기대삼거리 - 관기리 - 사여교 - 관기 교차로 - 관기삼거리 - 관기공용정류장 - 동부통합보건지소 - 탄부교
  - 탄부면 탄부 교차로 - 상장삼거리 - 속리산 나들목(상장 교차로) - 황곡교
  - 장안면 황곡교 - 장내삼거리 - 장안면 행정복지센터 - 속리초등학교 - 장내리 - 상현서원 - 서원리 - 삼가터널 (약 710m)
  - 속리산면 삼가터널 (약 710m) - 삼가삼거리 - 갈목터널 (690m) - 갈목리 - 갈목삼거리 - 상판리 - 장갑리 - 상판삼거리 - 상판교 - 중판교 - 중판리 - 중판삼거리

## 중복 구간
- 영동군 양강면 묵정 교차로 ~ 외마포삼거리 : 국가지원지방도 제68호선과 중복
- 영동군 심천면 심천삼거리 ~ 단전사거리 : 지방도 제514호선과 중복
- 옥천군 청성면 산계삼거리 ~ 청산면 청산삼거리 : 국도 제19호선과 중복
- 보은군 탄부면 탄부 교차로 ~ 장안면 장내삼거리 : 국도 제25호선과 중복

## 도로명
- 무주군 설천면 무항삼거리 ~ 영동군 용화면 용화삼거리 : 민주지산로
- 영동군 용화면 용화삼거리 ~ 양강면 묵정 교차로 : 용화양강로
- 영동군 양강면 묵정 교차로 ~ 마포삼거리 : 학산영동로
- 영동군 양강면 마포삼거리 ~ 외마포삼거리 : 마포로
- 영동군 양산면 외마포삼거리 ~ 심천면 약목사거리 : 금강로
- 영동군 심천면 약목사거리 ~ 심천삼거리 : 이원심천로
- 영동군 심천면 심천삼거리 ~ 단전사거리 : 용심로
- 영동군 심천면 단전사거리 ~ 옥천군 청성면 묘금삼거리 : 단전묘금로
- 옥천군 청성면 묘금삼거리 ~ 산계삼거리 : 청성로
- 옥천군 청성면 산계삼거리 ~ 청산면 청산삼거리 : 남부로
- 옥천군 청산면 청산삼거리 ~ 보은군 마로면 관기삼거리 : 청산관기로
- 보은군 마로면 관기삼거리 ~ 탄부면 탄부 교차로 : 관기송현로
- 보은군 탄부면 탄부 교차로 ~ 장안면 장내삼거리 : 보청대로
- 보은군 장안면 장내삼거리 ~ 속리산면 삼가삼거리 : 장안로
- 보은군 속리산면 삼가삼거리 ~ 갈목삼거리 : 비룡동관로
- 보은군 속리산면 갈목삼거리 ~ 중판삼거리 : 속리산로